# (12398) Pickhardt
(12398) Pickhardt (1995 KJ3) – planetoida z pasa głównego asteroid okrążająca Słońce w ciągu 3,18 lat w średniej odległości 2,16 j.a. Odkryta 25 maja 1995 roku.